# Хаски (подводная лодка)
Подводные лодки проекта «Хаски» — проектируемый тип российских атомных подводных лодок (АПЛ) новейшего, пятого поколения.
Подводная лодка разрабатывается конструкторским бюро «Малахит».

## Описание
Есть сведения (не получившие официального подтверждения) что АПЛ разрабатывается в двух вариантах. Противолодочный вариант будет оснащён противолодочными ракетами «Калибр», модификация предназначена для уничтожения предполагаемых вражеских подводных лодок, в первую очередь, стратегических (АПЛ «Огайо», «Вэнгард» и др.). 

Второй вариант будет вооружён противокорабельными крылатыми ракетами «Циркон» и будет предназначаться для уничтожения крупных кораблей (авианосцев, УДК, ракетных крейсеров и др.).
«Хаски» будут иметь двухкорпусную конструкцию и подводное водоизмещение не менее 12 000 тонн.
По размерам АПЛ «Хаски» будут меньше, чем ныне строящиеся подводные лодки «Ясень».
Подводные лодки будут иметь ещё меньшую шумность, чем АПЛ четвёртого поколения.
Корпус лодки будет состоять из композитных материалов; многослойные конструкции уменьшат отражения сигналов вражеских гидролокаторов и уменьшат массу корабля.
Также, вероятно, лодки получат единую систему боевого управления с искусственным интеллектом и новейшие средства связи, интегрированные в единую сеть.
«Хаски» наряду с подводными лодками «Ясень/Ясень-М», станут основным средством поиска и уничтожения вражеских подлодок, в первую очередь вооруженных баллистическими ракетами, и противодействия Авианосным Ударным Группам (АУГ) США и в перспективе должны заменить подводные лодки проекта 949А «Антей», а также лодки проекта 971 «Щука-Б».

## Разработка
Как было сообщено в августе 2016 г., контракт с Минобороны России на разработку подводной лодки нового поколения уже заключён.
Концептуальное проектирование АПЛ пятого поколения, по заявлению главы ОСК Алексей Рахманова в мае 2018 года, завершено («Предложены несколько вариантов облика субмарины, теперь из них предстоит выбрать оптимальный… ведется разработка тактико-технических характеристик»).
В конце 2018 года «Малахит» завершил научно-исследовательскую работу под шифром «Хаски» с определением облика многоцелевой АПЛ («Результаты работы одобрены военным ведомством», как заявил источник) и приступил к следующему этапу создания подлодки — ОКР под шифром «Лайка»
ОКР по доведению эскизов до рабочих чертежей должна начаться не раньше 2020 года. Передача флоту первой лодки может произойти в 2030 году. В 2018 году было уточнено (источник в российском ОПК), что сдача головной подлодки запланирована на 2027 год.

### Проект 545 «Лайка»
Опытно-конструкторские работы по новой перспективной атомной подводной лодке 5 поколения проекта 545 «Лайка» ведутся с начала 2019 года в КБ «Малахит» (разработку аванпроекта подлодки бюро завершило в декабре 2017 года).
Сообщалось, что корпус подлодок «Лайка» может быть изготовлен из композиционных материалов (не будут использоваться стандартное резиновое покрытие, призванное сделать корабль малозаметным для сонаров), лодка будет иметь модульную конструкцию и единую интегрированную систему боевого управления с искусственным интеллектом.
Согласно представленному в Национальном центре управления обороной России 24 декабря 2019 года макету АПЛ проекта 545 «Лайка» будет иметь характеристики:
- подводное водоизмещение — 11 340 тонн,
- предельная глубина погружения — 600 метров,
- полная скорость под водой — 35 узлов (около 65 километров в час),
- автономность подлодки по запасу провизии — 90 суток.

Подлодку планируется вооружить:
крылатыми ракетами 3М14 «Калибр»,
3М22 «Циркон»,
3М55 «Оникс»,
ЗУР к ПЗРК «Игла»,
ракеты 91РУ «Ответ»,
ракеты «Хищник»,
торпеды «Физик-1»,
торпеды УСЭТ-80,
противоторпеды «Ласта»,
мины-ракеты ПМР-2,
мины-торпеды МТПК-1.
Также, подлодка получит «тихие» торпедные аппараты, в которых для запуска боеприпасов вместо сжатого воздуха будет использоваться вода.
Как ожидается строительство первой подлодки по новому проекту начнется в период государственной программы вооружения 2018—2027 годов.